# Ширяево (Омская область)
Ширяево — деревня в Крутинском районе Омской области, в составе Зиминского сельского поселения.

## История
Основана в 1776 году. В 1928 г. состояло из 60 хозяйств, основное население — русские. Центр Ширяевского сельсовета Крутинского района Омского округа Сибирского края.

## Население
| 2010 |
| ---- |
| 107  |